# Ньюберг (тауншип, Миннесота)
Ньюберг (англ. Newburg) — тауншип в округе Филмор, Миннесота, США. На 2000 год его население составило 444 человека.

## География
По данным Бюро переписи населения США площадь тауншипа составляет 91,7 км², из которых 91,7 км² занимает суша, водоёмов нет.

## Демография
По данным переписи населения 2000 года здесь находились 444 человека, 175 домохозяйств и 119 семей.  Плотность населения —  4,8 чел./км².  На территории тауншипа расположено 192 постройки со средней плотностью 2,1 построек на один квадратный километр. Расовый состав населения: 99,32 % белых, 0,23 % азиатов и 0,45 % приходится на две или более других рас. Испанцы или латиноамериканцы любой расы составляли 0,23 % от популяции тауншипа.
Из 175 домохозяйств в 29,7 % воспитывались дети до 18 лет, в 62,9 % проживали супружеские пары, в 3,4 % проживали незамужние женщины и в 32,0 % домохозяйств проживали несемейные люди. 28,6 % домохозяйств состояли из одного человека, при том 10,3 % из — одиноких пожилых людей старше 65 лет. Средний размер домохозяйства — 2,54, а семьи — 3,15 человека.
28,2 % населения — младше 18 лет, 5,6 % — в возрасте от 18 до 24 лет, 23,4 % — от 25 до 44, 27,7 % — от 45 до 64, и 15,1 % — старше 65 лет. Средний возраст — 41 год. На каждые 100 женщин приходилось 100,9 мужчин.  На каждые 100 женщин старше 18 приходилось 109,9 мужчин.
Средний годовой доход домохозяйства составлял 32 083 доллара, а средний годовой доход семьи —  39 286 долларов. Средний доход мужчин —  25 278  долларов, в то время как у женщин — 20 982. Доход на душу населения составил 16 960 долларов. За чертой бедности находились 4,4 % семей и 5,1 % всего населения тауншипа, из которых 4,5 % младше 18 и 8,1 % старше 65 лет.